# Johan Barendregt
Johan Teunis Barendregt (Nieuwerkerk, 16 februari 1924 – Amsterdam, 2 januari 1982) was een Nederlands psycholoog. Hij was ook bekend als schaker.

## Psycholoog
Barendregt studeerde psychologie aan de Universiteit van Amsterdam (UvA) bij Adriaan de Groot, en onderzocht onder andere de effectiviteit van psychoanalyse. Hij had de ambitie om de psychologie de richting van de natuurwetenschap op te dwingen en leverde volgens zijn tijdgenoten een methodologisch voorbeeldig proefschrift af, dat slechts 53 pagina's besloeg.
Vanaf 1962 was hij als hoogleraar persoonlijkheidsleer verbonden aan de UvA. Zijn model voor het ontstaan van een fobie werd postuum gepubliceerd. Barendregt betoogde dat een fobie ontstaat als gevolg van wat hij 'het' noemde, een acute aanval van depersonalisatie, waarbij de fobie een overlevingsfunctie heeft; het "houvast wordt gevonden in de vrees, die te prefereren is boven de leegte."
In een terugblik door Jaap van Heerden wordt Barendregt 'een wandelende paradox' genoemd, omdat hij de personificatie werd van de methodenstrijd die destijds gaande was tussen de hermeneutiek van de psychoanalytici en psychotherapeuten, en de methodologische benadering van de experimenteel psychologen en psychometrici. De eerste groep verweet hij dat hun bevindingen te weinig toetsbaar waren. Maar de methodologen hadden volgens Barendregt nu juist te weinig oog voor het individu.

## Schaker
Barendregt raakte op 13-jarige leeftijd bezeten van schaken en bewees in 1937 dat een schaakprobleem in De Schaakwereld incorrect was. Hij speelde vier keer om de Nederlandse titel en speelde in 1952 in de Schaakolympiade. In 1961 werd hij derde op het Hoogovenschaaktoernooi, achter Bruno Parma en Francesco Scafarelli. In 1962 werd hem de titel van internationaal meester verleend. In 1966 versloeg hij Michail Botvinnik tijdens het IBM-toernooi. Hij wordt vermeld in My sixty memorable games (1969) van Bobby Fischer in verband met een variant op een opening.

## Privéleven
Barendregt overleed op 57-jarige leeftijd aan longkanker.
Zijn zoon Henk Barendregt (1947) is hoogleraar wiskunde en informatica.